# Crush (película de 2013)
Crush es una película estadounidense de 2013 dirigida por Malik Bader y escrita por Sony Mallhi, y protagonizada por Lucas Till y Crystal Reed. 

## Argumento
Scott (Lucas Till) es el miembro estrella del equipo de fútbol de la preparatoria a pesar de tener una lesión en la rodilla causada por un golpe en un partido. A pesar de su lesión, sale a correr todas las mañanas aunque a su padre no le guste la idea de que haga esfuerzos y que siga jugando al fútbol.
Bess (Crystal Reed) es una chica tímida que recientemente llegó a la ciudad, los dos únicos colores que usa para vestirse son el blanco y el negro. Ella siempre ve pasar a Scott por la ventana cuando él hace su caminata por la mañana todos los días y se va sintiendo cada vez más atraída hacia este, tanto que se puede decir que su amor se convierte en obsesión.
Bess trabaja en una tienda de discos y tiene una jefa muy particular que la apoya ante el rechazo de Scott.
A Scott le llegan cartas de una admiradora secreta y cuando cree saber quién es, la historia da un giro sorprendente.

## Reparto
- Lucas Till como Scott.
- Crystal Reed como Bess.
- Sarah Bolger como Jules.
- Reid Ewing como Jeffrey.
- Holt McCallany como Mike.
- Caitriona Balfe como Andie.

## Recepción
La película recibió críticas mayormente negativas, obteniendo una puntuación de 5.7 sobre 10 en Internet Movie Data Base y de un 35% en Rotten Tomatoes.